# 敦化路站
敦化路站是青岛地铁3号线的地铁车站，位于中华人民共和国山东省青岛市市南区南京路与敦化路交叉口南侧，于2016年12月18日开通。

## 车站结构

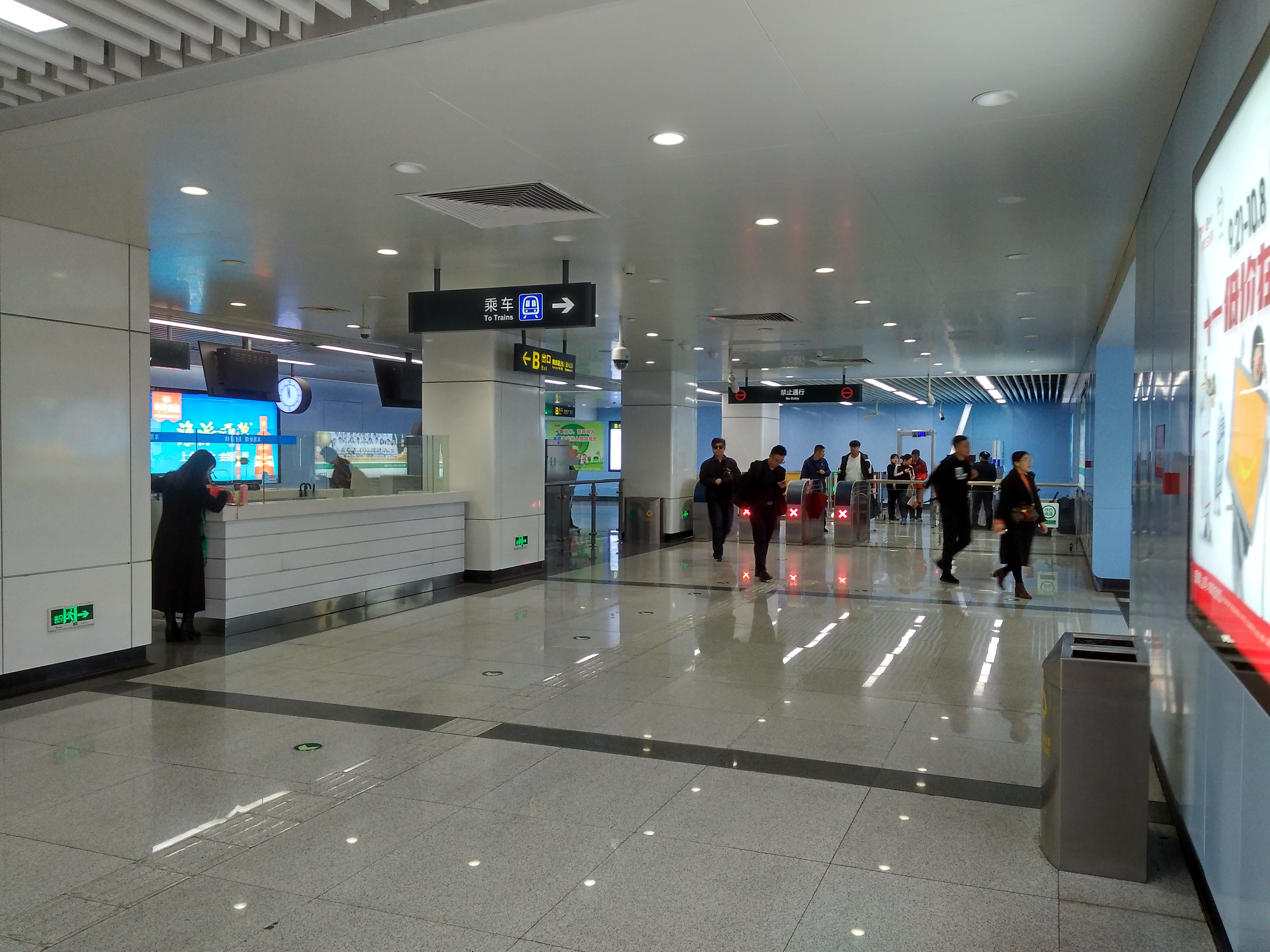
北站厅

敦化路站位于南京路与敦化路交叉口南侧，沿南京路设置，呈南北走向，为地下一层分离岛式站台车站，等级为有联锁目标控制器的二级设备集中站。车站长145.55米，宽33.9米。车站地下一层为站台层，中部由三个塔柱将站台分割为左右两部分，通过中部通道连通。车站站台上方分设南北两个独立结构站厅，分别与车站南北两个中部通道相连。
车站利用天然岩柱支撑，在原车站设计中，计划大量保留原有地质岩石风貌站台，因此站台设置半高站台门，成为青岛地铁唯一设置半高站台门的地下车站，但后续该设计未实现。
| 地面              | 出入口 | B、C、D出入口                                                                                           |
| 站厅夹层          | 站厅   | 客服中心、自动售票机、验票机                                                                            |
| 地下一层          | 站台   | \| \| \| 3号线往青岛北站（错埠岭） \| \| 島式 · 開左邊车门 \| \| \| \| \| \| 3号线往青岛站（宁夏路） \| |
|                   |        | 3号线往青岛北站（错埠岭）                                                                               |
| 島式 · 開左邊车门 |        | |
|                   |        | 3号线往青岛站（宁夏路）                                                                                 |

## 出入口
敦化路站目前开放3个出入口，其中B出入口连通北站厅，C、D出入口连通南站厅，各出口及周围设施如下所示：
| 编号                | 指示                   | 建议前往的目的地 | 图片       |
| 连通北站厅          | 连通北站厅             | 连通北站厅       | 连通北站厅 |
| ------------------- | ---------------------- | ---------------- | ---------- |
| B · 出口            | 南京路(东)，敦化路(南) | 青岛心血管病医院 |            |
| 连通北站厅          |                        |                  |            |
| C · 出口            | 南京路(东)，延吉路(北) |                  |            |
| D · 出口 · （设有） | 南京路(西)，延吉路(北) | 青岛市档案馆     |            |
| 图例： 设有         |                        |                  |            |

## 接驳交通

### 公交车
- 青岛阜外医院：12路，210路环行，211路，307路，308路，309路，370路，401路环行，409路，425路
- 南京路延吉路：425路

## 车站历史
本站工程名与正式站名均为敦化路站，以车站北侧的敦化路命名。
- 2016年12月18日，车站随3号线南段通车开通[1]。